# Trachypogon spicatus
Trachypogon spicatus là một loài thực vật có hoa trong họ Hòa thảo. Loài này được (L.f.) Kuntze miêu tả khoa học đầu tiên năm 1891.

## Hình ảnh

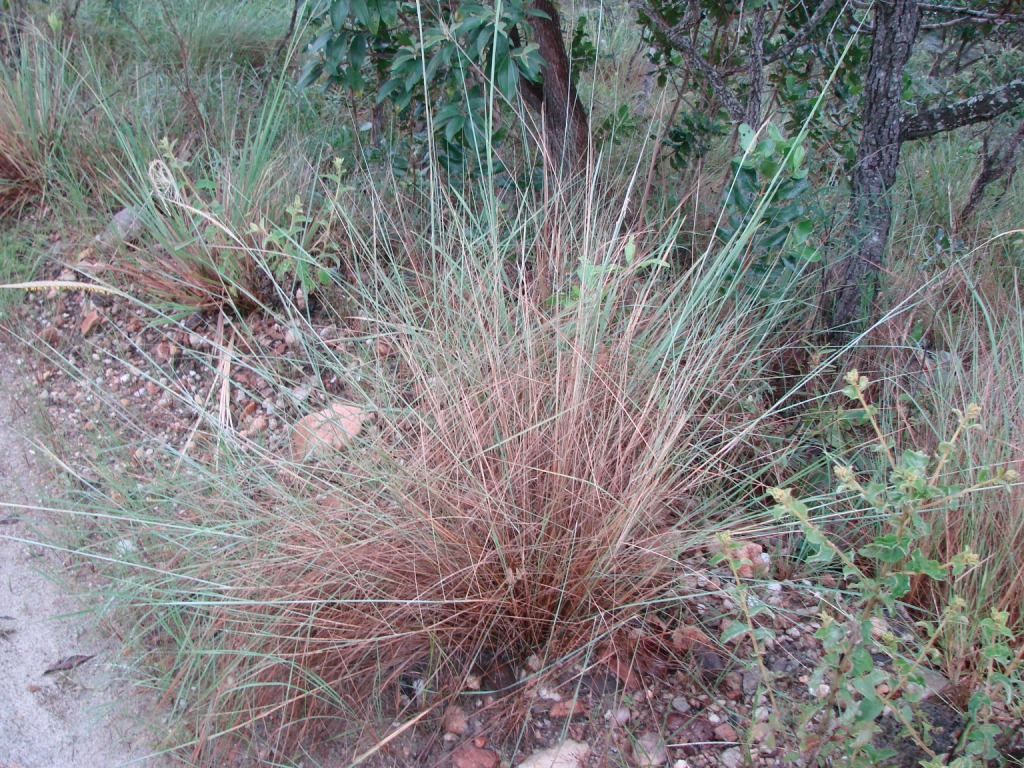